# Scala College
Het Scala College is een openbare school voor voortgezet onderwijs in de Zuid-Hollandse plaats Alphen aan den Rijn, in de regio van het Groene Hart.
Het is een scholengemeenschap voor gymnasium, atheneum, havo en vmbo. De school heeft sportklassen en biedt tweetalig onderwijs. Daarnaast is het een lootschool, waar de toekomstige topsporters een betere begeleiding krijgen.
Op deze school kan, in combinatie met het tweetalige onderwijs, tevens een certificaat voor Engels van het International Baccalaureate behaald worden. Er zijn sinds het jaar 2006-2007 drie nieuwe types van onderwijs bij gekomen, namelijk allround (ontwikkeld voor de leerlingen die nog geen speciale keuze willen maken voor de richtingen sport, cultuur of tweetalig vwo), cultuur (voor de creatieve leerling met fantasie) en Highschool (bedoeld voor leerlingen die plezier beleven aan een specifieke tak van sport zoals voetbal en tennis).
Door het groeiende aantal leerlingen heeft het Scala College de afgelopen tijd nieuwe gebouwen in gebruik genomen die voldoen aan de maatstaven van vandaag. Het gebouw aan de Sacharovlaan, een voormalig kantoorgebouw, heeft het Scala College in eigen beheer verbouwd tot een modern schoolgebouw. In 2007 heeft de gemeente Alphen aan den Rijn het nieuwe gebouw Nieuwe Sloot aan de Kees Musterstraat opgeleverd. Op 7 december 2023 is de locatie Diamantstraat (DIA) officieel verhuisd naar de Henry Dunantweg (HD).
Het Scala College mocht zich van 2010 tot 2012 de sportiefste school van Nederland noemen.

## Locaties
Het Scala College heeft op dit moment drie locaties die verspreid zijn over Alphen aan den Rijn:
- Vmbo en havo - Locatie Henry Dunant (HD) - Henry Dunantweg 3, 2402 NM Alphen aan den Rijn.
- Gymnasium en atheneum (vwo) - Locatie Sacharov (SAC) - Dr. A.D. Sacharovlaan 1
- Onderbouwhuis - Locatie Nieuwe Sloot (NS) - Kees Mustersstraat 6
  - De locatie aan de Kees Mustersstraat is in het schooljaar 2007-2008 in gebruik genomen; de dependance (noodgebouw) is gebouwd in 2009 om het groeiende aantal leerlingen te kunnen opvangen. Dit gebouw zou waarschijnlijk tot 2011 blijven staan, maar is uiteindelijk in september 2013 vervangen.
  - Sinds september 2013 is er een nieuwe noodlocatie bij gekomen. Hierdoor is de voorgaande dependance verwijderd. Deze is in 2019 volledig afgebroken.